# کمربند انفجاری

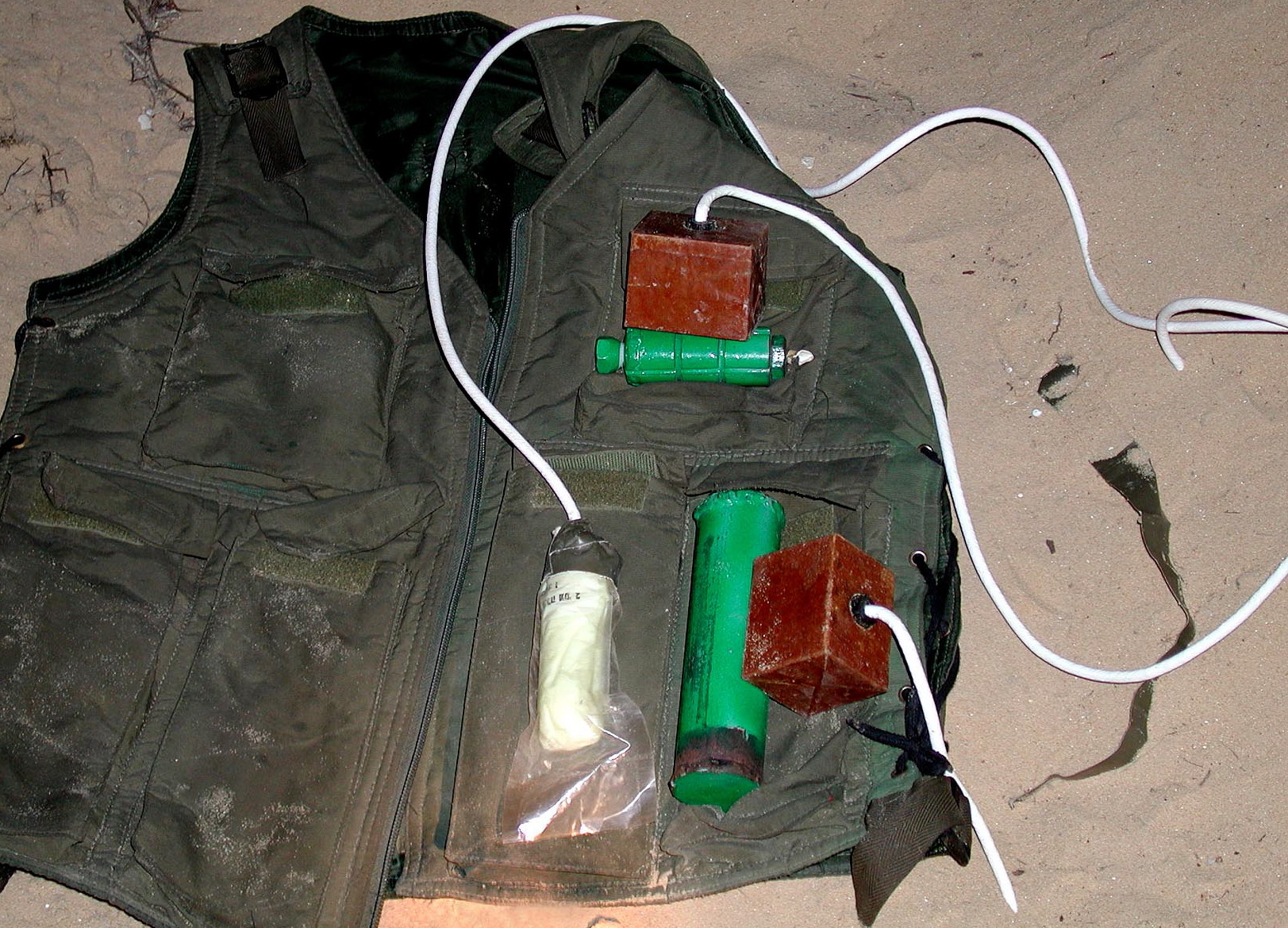
یک کمربند انفجاریِ کشف‌شده

کمربند انفجاری یا جلیقهٔ انفجاری یک سلاح تهاجمی است که در خلال حمله به‌وسیلهٔ آن، خود فردِ ضارب نیز کشته می‌شود. فردی را که به این وسیله اقدام به حمله می‌کند عامل انتحاری می‌نامند. روش حمله عبارت است از به تن کردن یک جلیقهٔ مملو از مواد منفجره یا بمب‌های لوله‌ای که بوسیلهٔ یک شستی فشاری یا کنترل از راه دور، امکان انفجار آن فراهم می‌شود. همچنین، برای وسیع‌تر کردن تلفات حاصل از این حمله، معمولاً اجسام تیز و بُرنده نظیر میخ، خرده‌شیشه، پیچ و مهره و ساچمه نیز در نزد مواد منفجره استفاده می‌کنند.
به دلیل متلاشی شدن تنهٔ اغلب حمله‌کنندگان انتحاری، هویت این افراد، اغلب از روی سر این افراد قابل تشخیص است.